# Nicolaus Steno

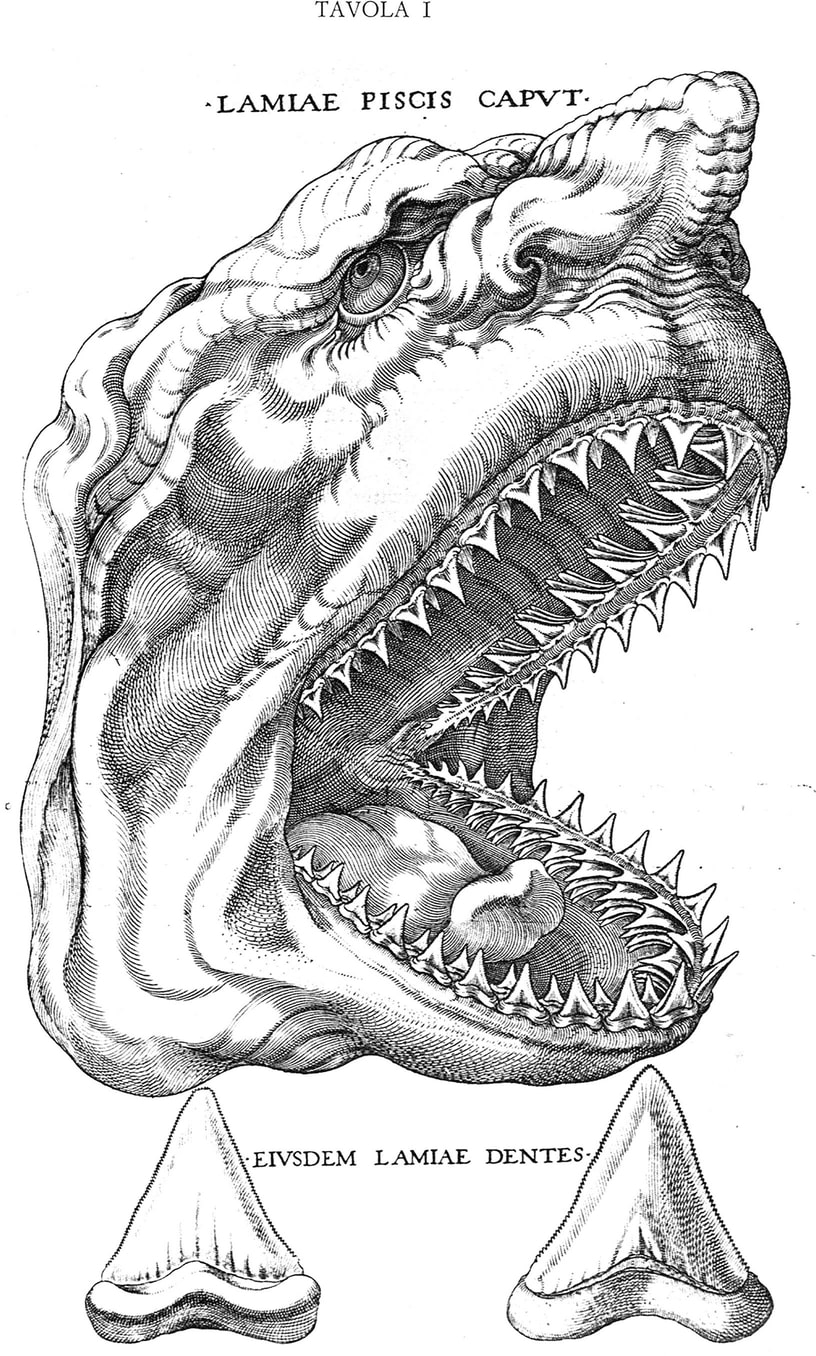
Illusztráció Steno 1667-es cikkéből: itt a ma is élő cápák fogát hasonlítja össze fosszilis cápafogakkal

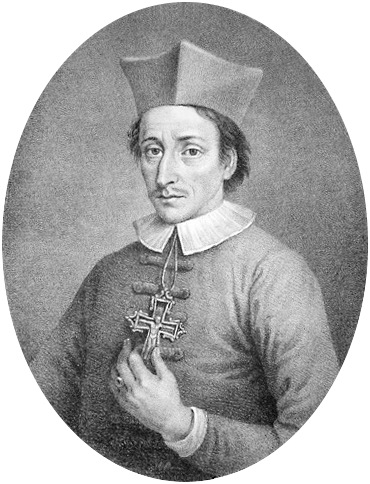
A szépet látjuk, de még szebb, amit értünk is, a legszebb viszont az, amit fel sem foghatunk (Nicolaus Steno)

Boldog Nicolas Steno (szül: Niels Stensen) (Koppenhága, 1638. január 11. – Schwerin, 1686. november 25. ) dán természettudós. Két nagy tudományágat művelt, az orvostudományt és a geológiát.

## Élete
Niels Stensen néven 1638-ban született Koppenhágában, egy jómódú, luteránus hitű aranyműves fiaként. 1644-ben apja meghalt, anyja pedig egy másik aranyműveshez ment feleségül.
A tehetséges fiatalt eredetileg az orvoslás és az abban a korban szárnyait bontogatni kezdő anatómia érdekelte. Németalföldön tanult, és közben sokat boncolt, főképp az emberi izmok működését tanulmányozta, összehúzódásukat és a csontok mozgatását geometriai módon írta le. Egyetemi tanulmányai után európai körútra indult Hollandiába, Franciaországba és Olaszországba, nevét ekkor latinosította. Eközben neves orvosokkal és természettudósokkal került kapcsolatba, köztük Spinozával. A tőlük kapott egyik fontos útravaló az volt, hogy ha tudományos felfedezésekre tör, először is a megfigyelésre és a jelenségek leírására kell összpontosítania. Anatómiai tanulmányait Gerard Blasius vezette.
Nagyszerű eredményei dacára nem hívták meg tanárnak a dán egyetemre, ezért elfogadta a II. Ferdinánd toszkán nagyherceg gáláns ajánlatát, és Firenzébe utazott.
1667-ben hosszas vívódás után áttért a katolikus hitre – majd pár hónap múlva megkapta a dán király levelét a Koppenhágába szóló meghívóval. A király magas pozíciót és nagy fizetést kínált, de Steno ezt katolikusként már nem kaphatta meg, így Toszkánában maradt.
1669-ben Magyarországon is járt. Az 1670-es években figyelme a természettudományoktól egyre inkább a teológia felé fordult. 1675-ben szentelték pappá, két évvel később püspökké.
A katolikus megújulás egyik jelentős alakja lett; a pápa az északnémet területek térítését bízta rá. Egyszerű, szegényes ruhában járt, télen-nyáron nyitott kocsival közlekedett, hetente négyszer böjtölt. Példás életet élt, minden vagyonát szétosztotta a szegények között. 1680-ig Hannoverben dolgozott, utána Münsterbe, majd 1684-ben Hamburgba, onnan Schwerinbe költözött. Önmegtagadó életvitele miatt lesoványodott, megbetegedett, és Schwerinben meghalt. Testét Firenzébe vitték, és a Szent Lőrinc bazilikában, az itáliai reneszánsz egyik csodálatos templomában helyezték örök nyugalomra.
1988. október 23-án Rómában II. János Pál boldoggá avatta.

## Munkássága
Legnagyobb érdeme a települési törvények és a zárványok bezárása néven ismert földtani axiómák fölismerése. Fontos kristálytani felismerése, a lapszögállandóság törvénye is.

### Fölfedezései a biológiában
Még németalföldi éveiben, a nyirokrendszert tanulmányozva azonosította a juhok, kutyák és nyulak fejében fültőmirigy kivezető nyílásait – ezt a rendszert azóta is Stensen-vezetéknek (ductus stenonianus) nevezik.

### Fölfedezései az őslénytanban és a geológiában
Firenzében eleinte továbbra is az emberi szervezet felépítését tanulmányozta. Érdeklődése akkor vett új fordulatot, amikor 1666-ban Ferdinánd herceg halászai egy hatalmas nőstény cápát fogtak ki Livorno közelében. A herceg elküldette az állat fejét a kiváló anatómusnak, Steno pedig felfigyelt arra, mennyire hasonlítanak az állat fogai azokra a különleges kövekre, amiket korának földtudósai nyelvköveknek (glossopetrae) neveztek, és amik keletkezését a sziklarétegekben változatos módokon magyarázták. Így például idősebb Plinius, a Természet históriája című könyvében úgy vélte, hogy ilyen kövek az égből hullhattak és a Holdról származnak. Más szerzők (például Athanasius Kircher) azon a véleményen voltak, hogy bizonyos fosszíliák természetes úton jönnek létre a kőzetekben. Steno másokkal együtt amellett érvelt, hogy ezek valaha élt cápák megmaradt fogai. A cápáról írt tanulmányát 1667-ben jelentette meg.
Olasz tudósok kételkedtek ebben, mivel a glossopetrae általában a tengerparttól több kilométerre volt található. Steno rámutatott, hogy a tengerpart sekély vizében elhalt cápa megrekedhetett a part közelében, és ez a földréteg később valahogyan felemelkedett. Mások azzal érveltek, hogy a glossopetrae nem lehet cápafog, mivel a cápa foga nem kőből van.
Steno ekkor kiterjesztette kőzetekkel kapcsolatos tanulmányait olyan fosszíliákra, amik csontra emlékeztettek, a cápafogak miatt pedig elsősorban a zárványok és különleges formák izgatták. Amikor ezeket mikroszkóp alatt megvizsgálta, kialakult benne az a meggyőződés, hogy ezek nem csak hasonlítanak csontokra, hanem valamikor csontok is voltak. Több hónapig tartó tanulmányozás után Steno az akkor újnak számító „apró részecskék elméletével” (az atomelmélet előfutárával) érvelt, és azt állította, hogy az idő és a kémiai hatás a csontokat kővé alakíthatta.
1669-ben adta ki felfedezéséről és a hozzá vezető bizonyítékokról a korra jellemzően kissé cirkalmas című Bevezető tanulmány a szilárd anyagokba természetes úton zárt szilárd testekről (De solido intra solidum naturaliter contento dissertationis prodromus) című munkáját. Ebben a műben nem csak azt szögezte le, hogy a fosszíliák hajdani élőlények megkövesedett maradványai, hanem azzal a lerakódási folyamattal is foglalkozott, ahogy ezek a ma megtalálható kőzetrétegekbe kerültek. Ezzel lefektette a ma is a geológia alapjainak tartott megfigyeléseit és törvényeit:
- A különféle kőzetek rétegekben helyezkednek el. Amikor egy kőzetréteg létrejön, minden felette lévő anyag folyékony (vagy gáz) halmazállapotú, ezért az alsóbb rétegek kialakulásakor a most felettük települő rétegek még nem létezhettek – tehát a mélyebben fekvő rétegek idősebbek a fölöttük levőknél. Ez a szuperpozíció elve, avagy települési törvény.
- Megállapította, hogy eredetileg a jelenleg nem vízszintes rétegek is vízszintesek voltak.  Ez az eredendő vízszintesség elve (horizontalitás elve). Kimondta, hogy a rétegek a Föld felszínén folyamatosak, hacsak valamely más szilárd test útjukat nem állta.
- Megállapította, hogy azon testek, amik keresztülhaladnak egy rétegen, a réteg létrejötte után kerültek oda.
- A zárványok (a nagyok és a mikroszkopikusak egyaránt) a beágyazó kőzettel (ásvánnyal) egykorúak vagy annál idősebbek. A kövületek valaha élt élőlények maradványai – ezek anyagának szerkezete megváltozott, de alakjuk nem.

Steno felfedezése tette lehetővé a relatív kormeghatározást – azt, hogy a korszakokat a rétegek elhelyezkedése alapján oszthassák be.

### Fölfedezései a kristálytanban
A lapszögállandóság törvénye kimondja, hogy egy-egy ásvány megfelelő lapjainak hajlásszöge mindig állandó (az ásvány minden példányán ugyanakkora). Ez a törvény a kristályszerkezet vizsgálatában kapott alapvető szerepet; gyakran Steno törvényeként emlegetik.

## Emlékezete
A Mars egyik kráterét és a Victoria-kráter rétegsorának egyik tagját is róla nevezték el.

## Források

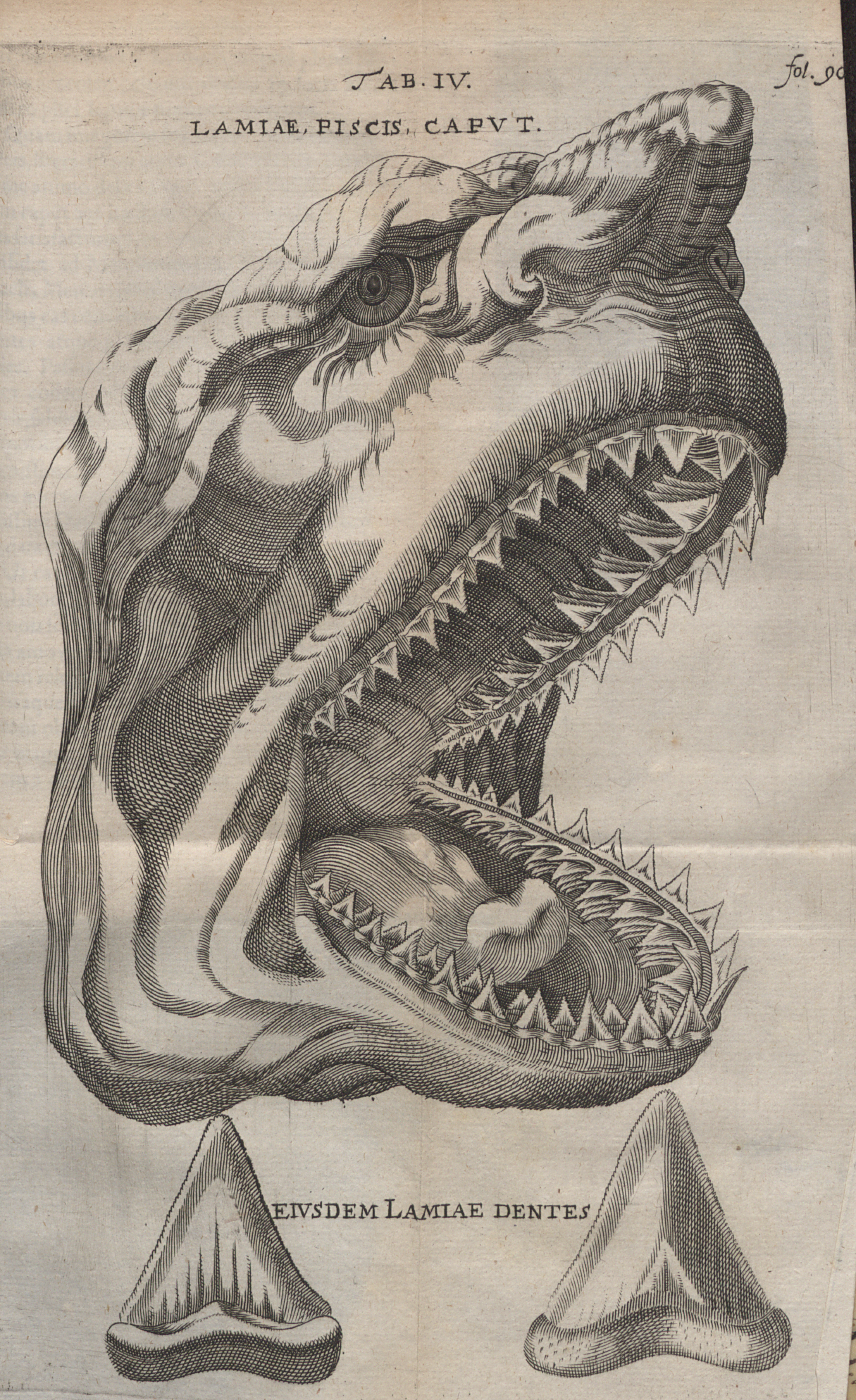
Elementorum myologiae specimen, 1669

## Fordítás
- Ez a szócikk részben vagy egészben  a   Nicolas Steno című angol Wikipédia-szócikk ezen változatának fordításán alapul.  Az eredeti cikk szerkesztőit annak laptörténete sorolja fel. Ez a jelzés csupán a megfogalmazás eredetét és a szerzői jogokat jelzi, nem szolgál a cikkben szereplő információk forrásmegjelöléseként.